# هولاند رودن
هولاند ماري رودن (بالإنجليزية: Holland Roden) (ولدت في 7 أكتوبر 1986) ممثلة أمريكية ظهرت في عدة مسلسلات تلفزيونية منها سي اس آي: التحقيق في موقع الجريمة (2007) عرفت عن أدوار «كايلر» في فيلم مباشر إلى فيديو برينغ إيت أون: قتال حتى النهاية (2009) وعن دور «ليديا مارتن» في مسلسل تلفزيوني ذئب مراهق (2011).

## نشأتها
ولدت رودن في دالاس، تكساس، حيث التحقت بمدرسة هوكاداي، وهي مدرسة خاصة للبنات فقط. جاءت من عائلة طبية وتخصصت في علم الأحياء الجزيئي ودراسات المرأة في جامعة كاليفورنيا، وقضت ثلاث سنوات ونصف في التعليم ما قبل الطبي بهدف أن تصبح جراحة القلب والصدر قبل أن تتفرغ للتمثيل.

## روابط خارجية
- هولاند رودن على موقع IMDb (الإنجليزية)
- هولاند رودن على موقع ميتاكريتيك (الإنجليزية)
- هولاند رودن على موقع روتن توميتوز (الإنجليزية)
- هولاند رودن على موقع قاعدة بيانات الأفلام العربية
- هولاند رودن على موقع ألو سيني (الفرنسية)
- هولاند رودن على موقع أول موفي (الإنجليزية)
- هولاند رودن على موقع قاعدة بيانات الفيلم (الإنجليزية)
- هولاند رودن على موقع كينوبويسك (الروسية)
- hollandrodenعلى تويتر.